# Oszkó

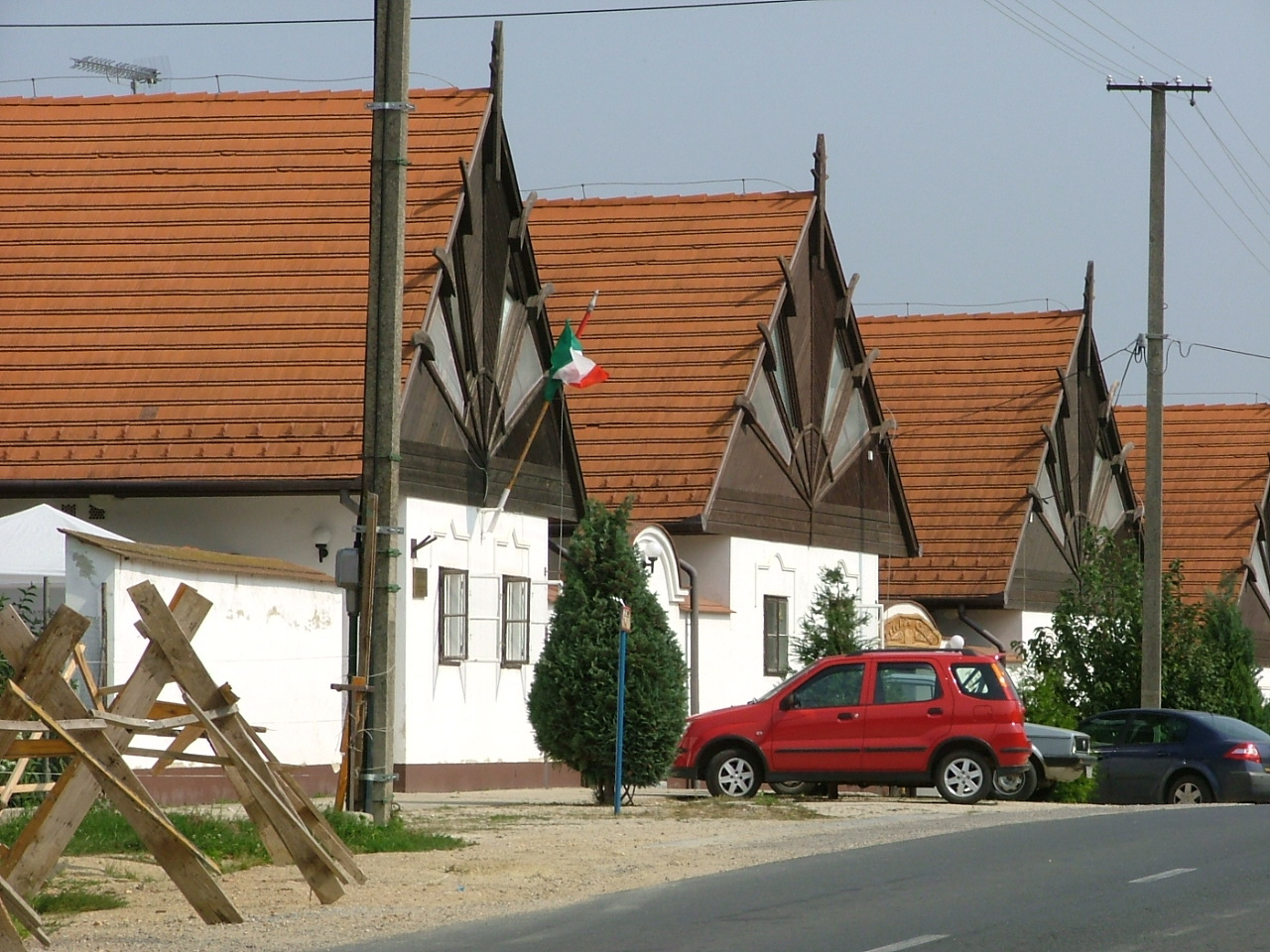
Idősek Otthona a Petőfi utcában

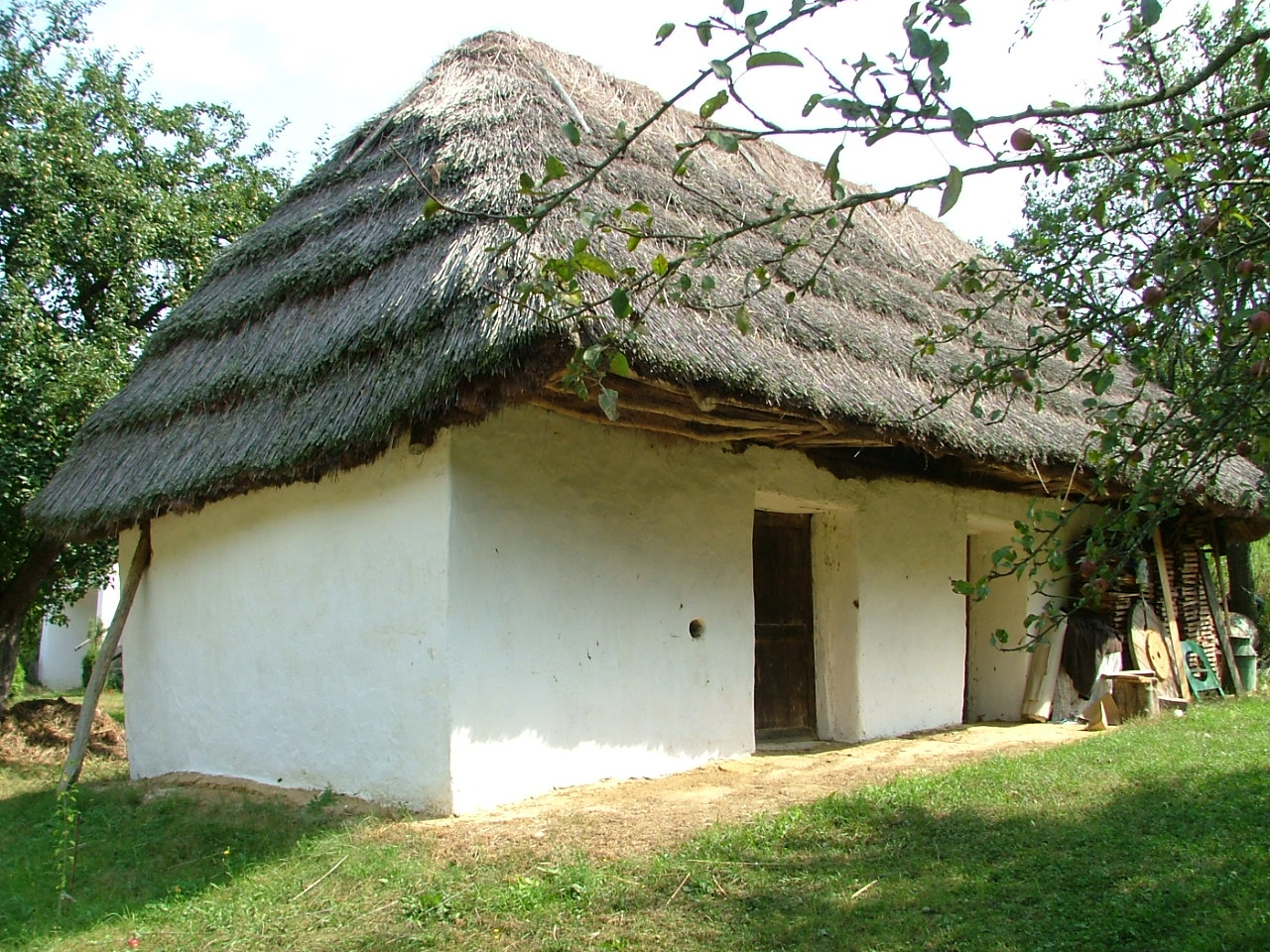
Hagyományos présház a Szőlőhegyen

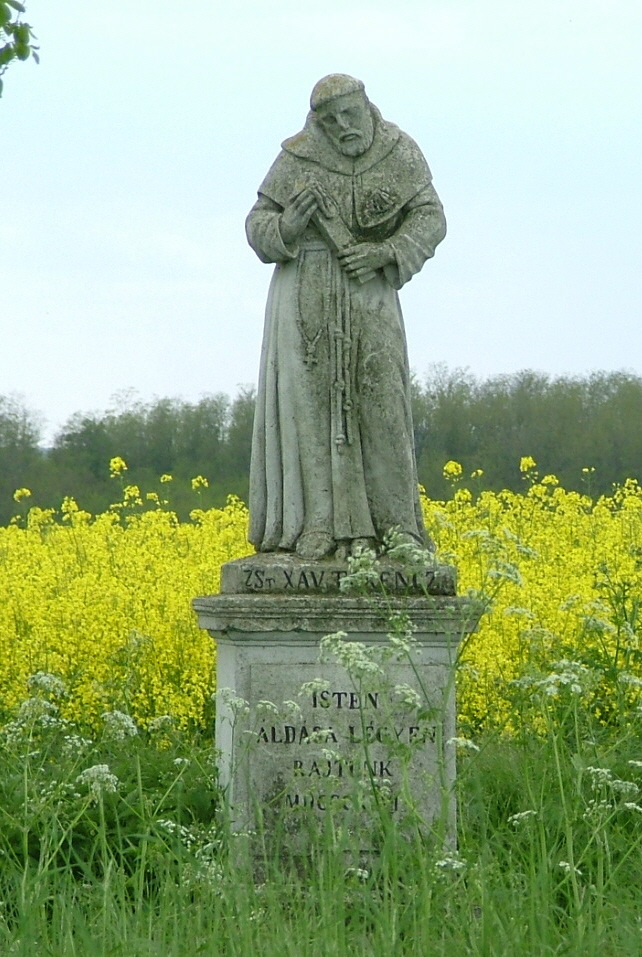
Xavéri Szent Ferenc-szobor a Csehi felé menő úton

Oszkó község Vas vármegyében, a Vasvári járásban, a Kemenesháton, Vasvártól keletre. Felsőoszkó és Alsóoszkó egyesítésével jött létre 1941-ben.

## Fekvése
Vasvár kelet-délkeleti szomszédságában fekszik, a várostól 7 kilométer távolságra, a Kemenesháton. Keleti és nyugati szomszédaival a Zalabér-Vasvár között húzódó 7361-es út köti össze, amelybe itt torkollik bele dél felől a 7383-as út; utóbbinak belterületi szakasza Rákóczi út néven Alsóoszkó településrészének főutcája.
Korábban a Szombathely–Nagykanizsa-vasútvonalon vasútállomása is volt, amelyet azonban elvesztett, amikor 1976-ban a vasúti pályát egy kanyar átvágásával lerövidítették. (Oszkó vasútállomás egyébként közigazgatásilag már Alsóújlak területén helyezkedett el.)

## Története

### A középkortól a II. világháborúig
1217-ből fennmaradt okirat már említi jelenleg is használt nevét. A 13. században a Dunántúlt keresztülszelő katonai útvonal hegyháti szakasza fontos szerepet töltött be, amely egészen az Őrségen és Tótságon keresztül a Murához tartott. Oszkó a vármegyeközpont, Vasvár szomszédságában, közvetlenül a Vasvári sánc védelmi vonala mögött települt, méghozzá úgy, hogy határát egy jelentős szakaszon a Katonák útja jelölte ki. A helység történetének kezdetei a korai magyar határvédelem korszakáig (10-11. század) nyúlnak vissza.
A falu belső határairól keveset tudunk. A 13-14. században elkülönülő Felsőoszkó (korábbi nevén Hosszúoszkó vagy Egyházasoszkó), Alsóoszkó (Általoszkó) és Kozmafa (mai Olaszfa) egymás közötti határait sem ekkor, sem később nem vitatták, így pontos leírásuk nem is maradt fenn. A 20. századig fennálló határok legkorábbi emlékeit a 18. század végi kéziratos térképek őrizték meg.
A két falurész megművelt határát a 19. század közepén egyaránt tíz-egynéhány dűlőre osztották. A határ képében elsősorban az irtások terjedése hozott változást a 18-19. században. Szinte valamennyi dűlőben terjeszkedtek a szántóföldek. Az erdőirtás a 20. századig folyt, az 1920-as években vágták ki és fogták művelés alá az alsóoszkói Sió-erdő maradványait.
A leglátványosabb változást a határban a szőlőhegyek létesítése hozta. A szántóföldek terjeszkedésével és a szőlőhegyek létrejöttével lényegében kialakult a falu határának mai képe. A falu területében a legújabb korban egyetlen lényegesebb változás állt be: 1928-ban a határ déli részén, a pácsonyi határszél egy jelentős területét hivatalosan Pácsonyhoz csatolták, mivel az a káptalan birtoka volt és elsősorban pácsonyiak művelték.
A 18-19. századi források és földrajzi-történelmi leírások a faluban három meghatározó birtokost említenek: Festetics, Egervári család és a vasvár-szombathelyi káptalan. Annak ellenére, hogy a falunak három földesura volt, maga a falu nem három, hanem négy egységre tagozódott, mivel a Festetics birtokon belül elkülönült egymástól a felső- és az alsóoszkói rész.
Szőlőművelésre már a középkorból vannak adataink, amelyek egészen a 17. századig nyomon követhetők. A század második felének ismétlődő török támadásai miatt ezek a szőlők megszűntek, emléküket feltehetően az alsóoszkói Agghegy-domb és a felsőoszkói Pusztaszőlők dűlőnév őrizte meg. A Hegyháton a 18. század közepétől nyertek ismét teret a tőkék táblái, területüket többnyire irtással alakítottá ki. Az oszkói Új-hegy, régebbi nevén Ebtulok létrejötte is erre az időszakra tehető. A másik szőlő, a Csillag-hegy kialakulásának körülményeit pontosan ismerjük, mivel alapító levele és hegytörvényei is fennmaradtak. A felsőoszkói jobbágyok ismétlődő kérésére Egervári Kristóf és Mihály majorsági földjeiből alakították ki 1839-ben. A felsőoszkói jobbágyok és az Egerváriak között szerződés jött létre, melyben szereplő törvények többsége az 1940-es évek végi felbomlásig érvényben maradt. 1787-ből maradt fenn az első községi pecsétes irat, bár erről nem dönthető el, hogy a község vagy a hegyközség kiadványa-e.
A két falurész közötti különbség hosszú ideig fennmaradt, sőt 1920-ra még nőtt is. A különbséget erősítették az adottságok is: Felsőoszkón volt a plébánia, az iskola, a körjegyzőségi központ és a falunak a századfordulón volt postája és vasútállomása is.
1865-ben megnyitották a déli vasút sopron-kanizsai vasútvonal újabb szakaszát. 1899-ben megtervezték az oszkói vasúti megálló pince+földszintes épületét. A vasúti megálló 1976-ban a vasútvonal korrekciójával veszített funkciójából, akkortól a vasúti pálya elkerülte azt. A vasútállomás körül létrejött kis lakott falurészből 1 lakóház tartozik Oszkóhoz, a többi Alsóújlak része.
A két világháború közötti időszakban Felsőoszkó és Alsóoszkó (Olaszkával, Kozmafával, és Pácsonnyal együtt) közös körjegyzőségbe tartozott. A két falurész külön elöljáróságot tartott fenn, a felsőbb helyről többször is (1925, 1937) kezdeményezett egyesítést egészen 1941-ig odázta el. Mindkét falurészen 1925-ben alakult meg az Önkéntes Tűzoltó Egyesület.

### A II. világháborút követően
A második világháborút követően mivel nagybirtok nem volt, ezért földosztásra nem került sor a faluban.
Az egyházközségi iskola államosítása 1948-ban indult meg, amelyben sikeres ellenállást tanúsított Czigány Béla plébános. Az 1956-os forradalom idején Oszkó kitűnt aktivitásával. A falu sorsát a téeszesítés állította hosszú időre kényszerpályára.
Az óvoda 1965-ben, az orvosi rendelő és lakás 1968-ban épült. 1976-ban takarékszövetkezet és rendőr szolgálati lakás épült. Az iskola 1973-ig nyolc osztállyal működött, majd ettől kezdve körzeti alsó tagozatos iskola lett. Ez azt jelentette, hogy az olaszfai alsós gyerekek is Oszkóra jártak, az oszkói felsősök viszont a pácsonyiakkal együtt Olaszfán tanultak.
A szomszédos Pácsonnyal 1969-től, Olaszfával pedig 1970-től alkotott közös tanácsot, melynek központja Oszkóban volt. Erősítette a falu központi szerepét, hogy a hetvenes évek során egyesült szomszédos téeszek –Oszkó, Olaszfa, Pácsony, Győrvár- központi telepe és irodái szintén ide kerültek.
A nyolcvanas évek első felének fellendülése a faluképen is rajta hagyta nyomát: 1981-ben postát, a védőnői tanácsadó helyiséget és szolgálati lakásokat befogadó épületegyüttes készült el, 1982-ben téeszes szolgálati lakások, 1983-ban bővítették az orvosi lakást, és ugyanebben az időben megújult a templom homlokzata.
Az első iskolaépület 1855-ben, a plébánia költségén épült fel. Az 1980-as évek közepére nemcsak a kultúra intézményei hiányoztak a településről, hanem az alapvető infrastruktúra is. A vezetékes ivóvíz kiépítés alatt állt ugyan, de a csatornázásnak még az igénye sem merült fel, a gázvezeték távoli terv volt, és mindössze öt telefonvonal működött a faluban.
1989 utáni politikai és gazdasági átalakulás több szempontból is hátrányosan érintette a falut. Az 1990-es önkormányzati választások után az egykori társközségek szétváltak, és közös intézményeiket is felosztották.

## Közélete

### Polgármesterei
- 1990–1994: Kovács István (független)[4]
- 1994–1998: Zágorhidi-Czigány Csaba (Hegypásztor Kör Oszkó)[5]
- 1998–2001: Hosszú Zoltán (Fidesz-MDF-MKDSZ)[6]
- 2001–2002: Szökrönné Sári Ibolya (független)[7][8]
- 2002–2006: Szökrönné Sári Ibolya (független)[9]
- 2006–2010: Hosszú Zoltán (független)[10]
- 2010–2014: Hosszú Zoltán (független)[11]
- 2014–2019: Hosszú Zoltán (független)[12]
- 2019–2024: Birkás István (független)[13]
- 2024– : Birkás István (független)[1]

A településen 2001. augusztus 12-én időközi polgármester-választást (és képviselő-testületi választást) tartottak, az előző képviselő-testület önfeloszlatása miatt.

## Népesség
A település népességének változása:
| Lakosok száma | 662  | 653  | 637  | 656  | 584  | 585  | 587  |
|               | 2013 | 2014 | 2015 | 2021 | 2022 | 2023 | 2024 |

A 2011-es népszámlálás során a lakosok 86%-a magyarnak, 0,3% németnek, 0,3% románnak, 0,1% cigánynak mondta magát (14% nem nyilatkozott; a kettős identitások miatt a végösszeg nagyobb lehet 100%-nál). A vallási megoszlás a következő volt: római katolikus 71,7%, református 2,5%, evangélikus 0,6%, felekezet nélküli 2,5% (17,6% nem nyilatkozott).
2022-ben a lakosság 95,4%-a vallotta magát magyarnak, 1% németnek, 0,2% bolgárnak, 0,2% cigánynak, 0,2% románnak, 1,9% egyéb, nem hazai nemzetiségűnek (3,6% nem nyilatkozott; a kettős identitások miatt a végösszeg nagyobb lehet 100%-nál). Vallásuk szerint 55,5% volt római katolikus, 1,7% református, 0,5% evangélikus, 0,2% görög katolikus, 5,1% egyéb keresztény, 2,2% egyéb katolikus, 6,3% felekezeten kívüli (28,3% nem válaszolt).

## Nevezetességei

### Szent György templom
A falu közepén, egy kisebb dombtetőn áll a plébániatemplom. A környező falvak templomaihoz viszonyítva nagyméretű, kereszthajós, több építési periódus után nyerte el a mai formáját. A középkori oklevelek először 1364-ben tesznek említést a Szent György tiszteletére épült templomról. Egy 1377. évi oklevélből azt is megtudjuk róla, hogy "torony nélküli kőegyház".
A török időkben pusztulásnak indult, egy 1690-es összeírás szerint romos állapotban volt. Az 1698. évi egyházlátogatási jegyzőkönyv kissé részletesebben is leírja: „A faluban kiemelkedő helyen álló, napkeletnek forduló templom, amelyet régi katolikusok építettek Szent György vitéz és mártír tiszteletére, elhagyatottságra jutott. Eléggé magas és szilárd tornyát, valamint az épület néhány falát megtartotta, többet nem. A toronyban harang van.”
A következő, 1758. évi jegyzőkönyv szerint már tart az új templom építését tervezték. A kész templomról 1781-ben azt írják, hogy hosszúkás alakú, boltozott, zsindellyel fedett, és mindegy hétszáz fő befogadására alkalmas; ekkor már boltozott sekrestye is tartozott hozzá. A kereszthajó feltehetően 1833-ban épült. A ma is látható mennyezetképek jóval későbbiek, 1934-ben készültek. Eredetileg gazdag díszítőfestés is tartozott hozzájuk, amelyet azonban az említett helyreállítások során, 1974-ben eltávolítottak. Az oltár felett függ Szent György nagy méretű képe, amelyet 1794-ben készített egy soproni festő, majd az 1924-es renoválás során festette újra Fábián Gyula szombathelyi tanár. Az épület külső helyreállítása 1983-ban készült el, vakolatleverés után furatokat készítettek és eredményesen kiszárították. A vakolatdíszek esetében ez a vakolatleverés egyszerűsítésekkel járt együtt. A templomkertben áll egy 20. század eleji alapítványi Mária-szobor, a bástyával egyidős országzászló, és itt kapott helyet egy, a falu határából áttelepített kőkereszt is.

### Pincék, présházak
A faluhoz tartozó szőlőhegy a falutól 2–3 km-re van, területe 63 ha, ebből az Újhegy 43 ha, a Csillaghegy pedig 20 ha. Szőlőtermesztésről először a 18. században hallunk. Valószínűleg a jobbágyok irtásföldeken telepítettek szőlőket, melyek a török időkben elpusztultak. Újabb szőlőket az Újhegyen telepítettek. 1949-ből már konkrét adataink vannak a bortermelésre. A Csillaghegy valószínűleg később alakult ki. A két hegy szomszédos egymással, egy hegyközségbe is tartozott, de mégis élesen elhatárolódnak. A választóvonal egy út, két szélén gyepűvel. A múlt század közepére teljes egészére kialakult a mai hegy.
A területet valamikor tölgyfaerdő borította, ám a tölgyest kiirtották, s helyére szőlőt telepítettek. a tölgyerdőből ma két hatalmas tölgyfa maradt hírmondónak, melyek a hegy bejáratát jelzik, és helyi jelentőséggel bírnak. A faanyag felhasználásával készültek az első pincék. A két fa árnyékában áll a hegyi kút, melyből az állatok ittak, valamint egy nyikorgó gémeskút (ma már bádoggal fedett kerekes kút) áll. A tölgyfák árnyékából kilépve egy hegyikeresztet találhatunk.
A szőlőt a kedvező délnyugati fekvésű domboldalra telepítették, melynek alján gyalogos vagy szekérút vezetett, az út vonalára merőleges parcellák felfutnak a domboldalon és a domb tetején a Farkaserdőnél végződnek.
A pincéket a legvédettebb helyen, a domb alján, az út közelében építették, ezzel megközelítésük is a legkisebb fáradságot okozza a munkától megfáradt, vagy a bortól mámoros gazdának. Az út vonalát követő, sorosan, egymástól 5-6 méterre elhelyezkedő pincéket fűrészfogasan építették, ezzel nehezítve az esetleges tűz útját. Ennek ellenére a tűz mégis sok kárt okozott. Még az utóbbi években is sok pince esett a tűz martalékául.
A hagyományos építésű pincék borona-, fonott-, tömésfalú és zsúpfedeles épületek voltak. 1985-ben az Újhegyen 35 db, a Csillaghegyen pedig 4 db ilyen pince volt.
A hegyközség mindig is szerves kapcsolatban állt a faluval, de állandó lakhelyül nem szolgált. Viszont rövidebb vagy hosszabb ideig tartó ideiglenes lakhelyül szolgálhatott a pincék egy része. Ezt bizonyítják a lakószobák és a tűzhelyek nyomai egyes pincékbe.
A Hegypásztor Kör közreműködésével pályázati források bevonásával folyamatosan állítják helyre a pincéket és népi építészeti emlékeket, szerveznek rendszeres pincelátogatásokat, rendezvényeket.